# 短尾矮袋鼠
短尾矮袋鼠（学名：Setonix brachyurus），矮袋鼠属中唯一成员，是一种小型袋鼠，同家猫一般大小。
短尾矮袋鼠和其他有袋类哺乳动物一样是草食性动物，且常在夜间活动。短尾矮袋鼠生活在西澳海岸的一些小岛上，主要集中在珀斯附近的羅特尼斯岛和奧班尼附近的秃头岛(或稱伯爾德岛)。短尾矮袋鼠以群居的生活方式生活在二人湾自然保护区的一小块陆地上，它们与吉尔伯特的长鼻袋鼠共同生活在那里。

## 形态特征
短尾矮袋鼠的体重范围在2.5-5公斤（5.5-11.0磅），身长40-54厘米（16-21英寸），尾长25-30厘米（9.8-11.8英寸），作为袋鼠科一员其尾长相当短。短尾矮袋鼠体格健壮、耳朵圆润、头部短而宽。尽管是个看起来是十分小的袋鼠，但是它可以攀爬小树和灌木。它粗糙的皮毛呈现棕灰色，下部颜色渐浅，呈淡黄色。
短尾矮袋鼠并不害怕人类，人类与之靠近也很平常，尤其是在阿伯尼附近的禿頭島上。然而，公众在该岛上以任何方式触摸动物都是违法行为，对于此类行为，岛上相关权力机构会开具300澳元罚款的违章通知单。此外，一旦检方进行起诉，则可能会导致最高2000澳元的罚款。

## 欧洲人最早发现

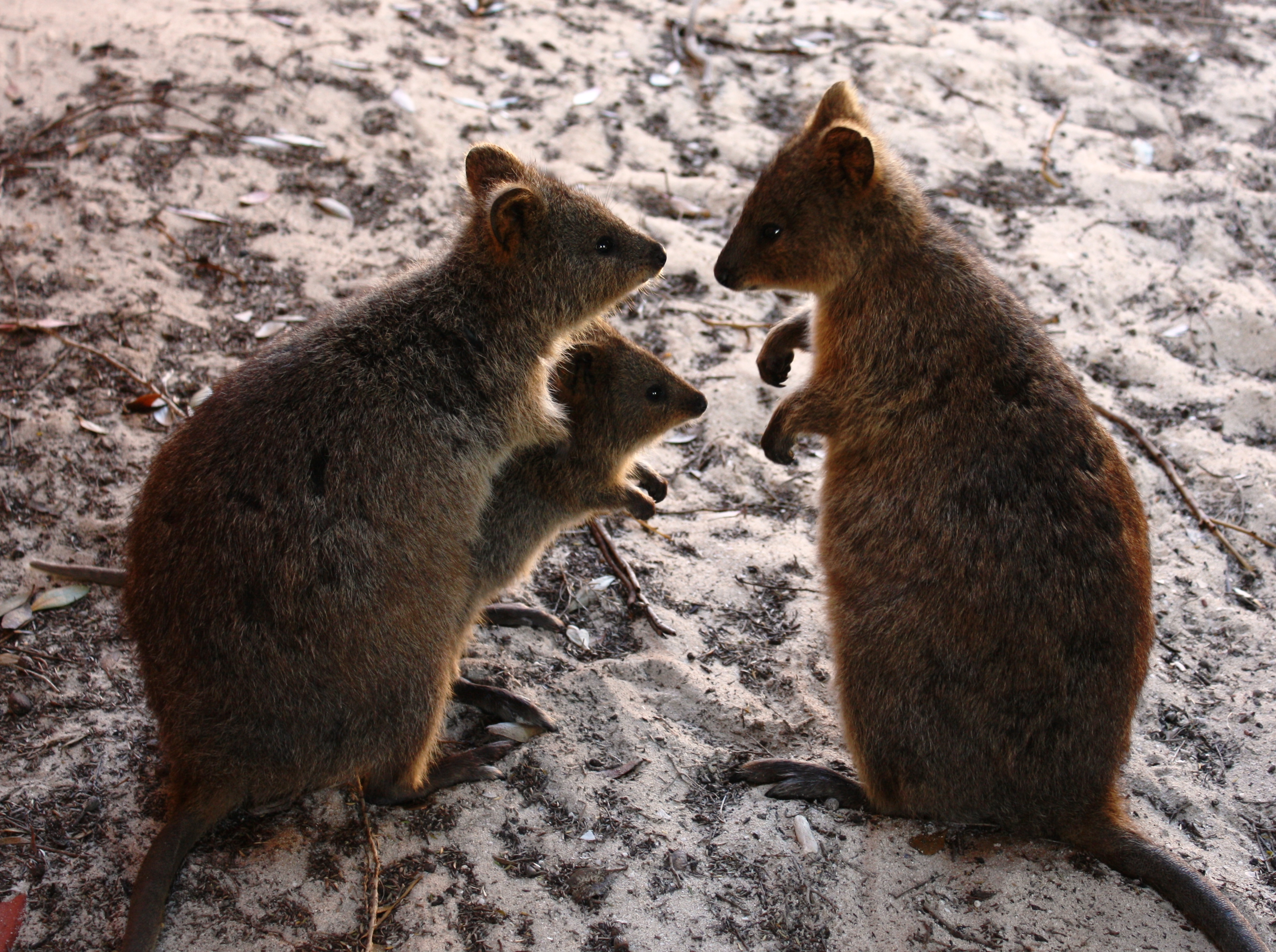
短尾矮袋鼠家族

短尾矮袋鼠是欧洲人最早发现的澳洲哺乳动物之一。荷兰水手Samuel Volckertzoon写到，1658年在洛特尼斯岛 (Rottnest Island)上看到“野猫”。1696年，Willem de Vlamingh把它们错认成巨型老鼠，并把该岛命名为“洛忒尼斯”（ Rotte nest），这个名字来源于荷兰语，意思是“老鼠巢穴”。
短尾矮袋鼠quokka这个单词可能源于努加族语gwaga一词。

## 生态学
在野外，短尾矮袋鼠的活动范围被限制在西澳西南部一个很小的区域内，并且以小型家庭为活动单位。在洛特尼斯岛上有一个大群体，短尾矮袋鼠占据了各种各样的栖息地，从半干旱的矮树丛到种植园，它们的身影都十分常见。而在阿伯尼附近的秃头岛生活着一个小群体，岛上没有狐狸和猫。

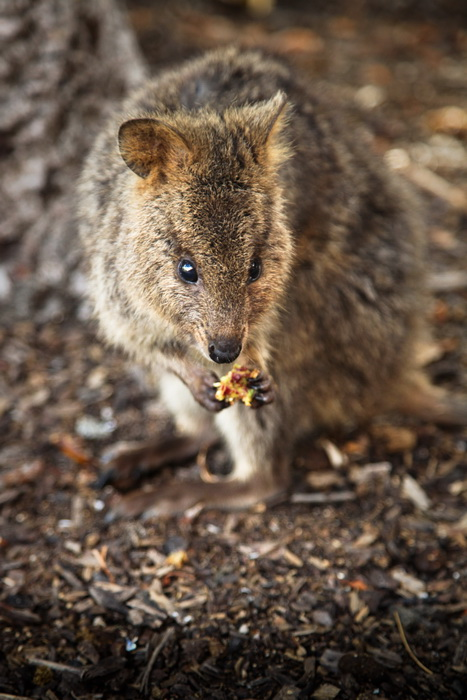
短尾矮袋鼠在用前爪进食

## 觅食
研究表明当地的一种开花植物是短尾矮袋鼠最喜欢的食物之一。

## 种群
尽管短尾矮袋鼠在沿海岛屿数量不少，但是其分布十分有限，被列入易危物种。在澳大利亚大陆，它们受到如狐狸等捕猎者的威胁，因此需要稠密的地表植被作庇护之用。大面积砍伐树木和农业发展导致其栖息地减少，因此造成这个物种数量的下降。因清理烧毁沼泽地，以及猫、狗和澳洲野狗的引入，使得问题更加严峻。此外，短尾矮袋鼠一般一胎产下一崽，每年成功养育一只小鼠。尽管它能够持续繁殖，通常在幼崽出生的后一天即可继续繁殖，但是一胎产仔数量之少，加上活动范围的受限，以及受到捕猎者的威胁，导致这种小袋鼠在本土大陆十分稀有。